# 龍泉溪堰塞湖
龍泉溪堰塞湖為一座位於台灣台東縣池上鄉龍泉地區的一座天然湖泊，該湖泊屬於堰塞湖類型，現湖水已流放結束，回歸溪流狀態。

## 歷史
龍泉溪堰塞湖最初形成原因於2006年（民國95年）7月15日下午4點時，由中華民國行政院農業委員會林務局關山事業區第3林班所管轄鄰近龍泉溪的山坡地開始發生小規模土石崩落之情況。
隔天，7月16日清晨6時05分於台東成功地震站東北方6.2公里處測得芮氏規模4.6地震，因地震影響，龍泉溪崩塌處開始陸續發生多次大規模的土石崩塌，而導致河道遭土石淹沒，河水無處可去的狀況下，形成堰塞湖。
在龍泉溪堰塞湖形成後林務局臺東林區管理處，根據堰塞湖應變處置標準作業程序，依短、中、長期之治理工程依序完成規劃及施工改善。
有關龍泉溪堰塞湖之處置工程依區域大致可以分為堰塞湖崩塌區護坡工程、湖區溢流水道工程、河道堆石潛壩工程、梳子防砂壩工程、支流過水路面涵洞工程、無名橋拓寬工程及水土保持局之龍泉溪河道整流工程等。
龍泉溪堰塞湖自2006年（民國95年）形成開始，從緊急應變處置到中長期階段的工程整治，完整的保留堰塞湖處置的相關過程。在施工期間更設置一座土砂觀測系統，建置雨量、水位及影像等監測項目設備，相關監測資料記錄完整，可做為未來臺灣地區其他堰塞湖整治之研究案例，並做為相關堰塞湖處置之示範。 
目前龍泉溪堰塞湖本身已經消失，其遺跡已逐漸演變為一濕地生態，未來可再透過生態工法的規劃，形成一濕地生態保留區。透過堰塞湖防災教育示範專區的成立，可以結合土砂觀測系統及堰塞湖處置工程的解說與圖示，了解堰塞湖應變處置的案例說明。

## 地理
龍泉溪堰塞湖發生後，經濟部中央地質調查所隨即針對該案件展開探勘，依據探勘資料，造成堰塞湖的山坡崩塌面積約12.9公頃，其中崩塌區約為7.5公頃，崩塌平均厚度約3公尺，崩塌土方量約20餘萬立方公尺，堆積區約5.4公頃，崩落之土石在河道上堆積成高約50公尺之天然土石壩，並於土石壩上游形成堰塞湖。
由於崩落土石阻塞河道，使得崩塌地上游形成堰塞湖，造成溪水斷流，堰塞湖上游集水面積約1,234公頃，初步估計目前堰塞湖水深約在20至30公尺間，湖面長度約500公尺，目前蓄水量在100萬立方公尺左右。堰塞湖於7月25日上午因中度颱風凱米帶來豐沛雨量，已於壩體東南側溢流，根據當地民眾指出目前溢流之水量大致與未形成堰塞湖時之水量相當，顯示堰塞湖體已不再擴大。
崩塌區地質屬大南澳片岩之玉里帶（PM5），岩性主要為黑色片岩，葉理面發育良好，且此地區岩層節理發達，使得岩體較為破碎，加上地震與颱風豪雨影響，因而造成大規模崩塌，依據Varnes山崩分類屬岩石墜落(Rock Fall)形式崩塌。

## 參數
- 堰塞湖形成時間：2006年（民國95年）7月15日
- 溪流名稱：秀姑巒溪流域支流龍泉溪
- 集水區面積：12平方公里
- 所在行政區：台東縣海端鄉
- 崩塌地：崩塌面積約16公頃，平均崩塌深度約3公尺。
- 天然壩體：壩頂長85公尺、底長320公尺、頂寬100公尺、底寬30公尺、壩高40公尺。
- 堰塞湖：回水長度700公尺、溢流口寬15公尺、最大水深40公尺，蓄水容量約100萬立方公尺。
- 崩塌地地質：屬於變質岩區，岩石性質為變質岩，主要由矽質片岩組成，偶夾薄層的黑色片岩。主要弱面變變質岩的片理，其方向大致與坡面相反；岩體表面的風化層相當薄，而崩塌深度已到達岩盤。

## 外部連結
- 治山防災電子報 堰塞湖處理與治理

## 資料來源
1. 1 2 3 4 5 6 7 8  .   [2015-02-17]. （治山防災電子報 原始内容 请检查|url=值 (帮助)存档于2015-02-17）.
2. 1 2 3 4  .   [2015-02-17]. （原始内容存档于2016-03-04）.
3. ↑  .   [2015-02-17]. （原始内容存档于2019-12-03）.